# Церква Різдва Пречистої Діви Марії (Застав'є)
Церква Різдва Пречистої Діви Марії в Застав'ї — парафія і храм греко-католицької громади Великобірківського деканату Тернопільсько-Зборівської архієпархії Української греко-католицької церкви в селі Застав'є Тернопільського району Тернопільської области.

## Історія церкви
Село Застав’є належало до парафії с. Баворів. У 1938 році жителі села освятили місце і поставили хрест, висловивши бажання мати власний храм. Статут парафії було зареєстровано лише 17 січня 1995 року, а 24 березня того ж року сільська рада виділила ділянку під будівництво.
4 червня 1995 року владика Михаїл Сабрига освятив наріжний камінь. Будівництво храму завершили у 1999 році. Старенький хрест перед церквою є нагадуванням про подію 1938 року.
Архітектором проєкту став Василь Скочиляс. 30 вересня 2001 року владика Михаїл Сабрига освятив храм і престол. Того ж року художник Петро Петровський виготовив іконостас. У 2005 році розписом церкви займалися художники В. Герасим та М. Пігіан.
Храм збудовано на пожертви парафіян та інших жертводавців. У 2004 році збудовано дзвіницю на три дзвони.
У листопаді 2011 року парафію відвідав владика Василій Семенюк.
У 2012 році було освячено нову символічну могилу Борцям за волю України на місці зруйнованої.
При парафії діє братство Матері Божої Неустанної Помочі.
На території парафії знаходяться два хрести, дві фігури Божої Матері та облаштоване місце для освячення води.

## Парохи
- о. Василь Брегін (з 17 січня 1995).